# 14+
14+ è un film del 2015 diretto da Andrej Evgen'evič Zajcev.
Presentato al Festival di Berlino 2015, il film ha ricevuto un sequel nel 2023.

## Trama
Lyosha e Vika, due ragazzi appartenenti a due scuole rivali si innamorano e devono combattere affinché la loro storia d'amore possa proseguire tra mille difficoltà.